# Казалђате (Новара)
Казалђате је насеље у Италији у округу Новара, региону Пијемонт.
Према процени из 2011. у насељу је живело 106 становника. Насеље се налази на надморској висини од 146 м.